# Obuchów
Obuchów (ukr. Обухів) – miasto na Ukrainie, w obwodzie kijowskim, siedziba władz rejonu obuchowskiego. Leży około 30 km na południe od Kijowa.

## Historia
Siedziba dawnej gminy Obuchów w powiecie kijowskim.

## Demografia
W 1989 liczyło 30 177 mieszkańców.
W 2013 liczyło 33 102 mieszkańców.
W 2018 liczyło 33 149 mieszkańców.